# ODDO BHF
ODDO BHF é um grupo independente de serviços financeiros franco-alemão, com uma história que remonta a mais de 150 anos. Foi criado a partir da aliança de uma empresa familiar francesa criada por cinco gerações de corretores e de um banco alemão especializado em empresas de Mittelstand. Com 2.300 funcionários (1.300 na Alemanha e 1.000 na França) e mais de 100 bilhões de euros em ativos administrados, ODDO BHF opera em três principais negócios, com base em investimentos significativos em expertise de mercado: private banking, gerenciamento de ativos e empresas. e banco de investimento.

## História do Banco BHF
O banco foi constituído em 1 de janeiro de 1970 como o Berliner Handels- und Frankfurter Bank a partir da fusão do Frankfurter Bank (fundado em 1854) e do Berliner Handels-Gesellschaft (fundado em 1856). Em 1970, quando a torre do BHF-Bank foi construída pelo arquiteto alemão Sep Ruf, era o edifício mais alto de Frankfurt. Os bancos mudaram seu nome para BHF-Bank em 1975. Nas décadas de 1970 e 1980, estava entre os três a cinco principais bancos de investimento na Alemanha Ocidental e ocupava uma posição de destaque no mercado de câmbio. O banco possuía amplas participações industriais. Seu ex-sócio sênior, Hanns Schroeder-Hohenwarth, tornou-se presidente da Associação Alemã de Bancos de 1983 a 1987.
Em 1995, o banco tornou-se público, passando de uma parceria para uma corporação. De 1999 a 2004, foi comprado pelo Dutch ING Group e renomeado de 2002 ING BHF-Bank . No mesmo ano, foi retirada da lista após a retirada dos demais acionistas.
Em 2004, o ING BHF-Bank foi dividido. A maioria das operações comerciais, escritórios e participações societárias do banco foram integradas no recém-fundado BHF-BANK Aktiengesellschaft, que foi adquirido pelo banco privado Sal. Oppenheim como seu único acionista. Quando Sal. Oppenheim foi adquirido pelo Deutsche Bank em 2010, o BHF-BANK, que sempre operava de forma independente, foi colocado à venda.
Em 2014, o banco fez parte do BHF Kleinwort Benson Group, que foi assumido pelo banco privado francês Oddo et Cie. Em meados de março de 2016, a Oddo et Cie havia adquirido 100% das ações do BHF Kleinwort Benson Group e, portanto, tornou-se o único acionista indireto do BHF-BANK. Em abril de 2017, a empresa foi renomeada para ODDO BHF Aktiengesellschaft.

### Fundação Banco BHF
A fundação sem fins lucrativos BHF BANK foi criada em 1999. A fundação apóia iniciativas que geram idéias inovadoras e inovadoras para a vida na sociedade alemã. A Fundação BHF BANK concentra-se em duas áreas: projetos sociais e científicos com formação sócio-política e artes contemporâneas e futuros artistas.

## História da ODDO BHF
A Oddo & Cie foi fundada em 1849 por Camille Gautier, corretora em Marselha (França).

### 1980 – 1989
Em 1987, Philippe Oddo torna-se sócio-gerente do Grupo.
É em 1988 que o Grupo AGF entra no capital da empresa, tornando-se um acionista minoritário.

### 1990 – 1999
Em 1991, a Oddo et Cie abre sua subsidiária Oddo DV em Madri.
Em 1997, a empresa adquire a Delahaye Finance especializada em gerenciamento privado. O ano de 1998 marca o estabelecimento do Grupo nos Estados Unidos, com o lançamento da Oddo Securities Corporation na cidade de Nova York. No mesmo ano, é lançado o Oddo Options, com o objetivo de reunir todas as atividades de negociação de opções em Paris, Madri e Milão.
Em 1999, é criada a Oddo Asset Management, fortalecendo a posição do Grupo em gestão institucional.

### 2000 – 2009
Os anos 2000 foram marcados por várias aquisições da Oddo et Cie. Em 2000, o Grupo adquire a Pinatton, uma empresa especializada em intermediação, finanças corporativas e private banking. Em 2003, Oddo et Cie adquire a NFMDA (administração privada) e as atividades de intermediação de crédito européias do Crédit Lyonnais em 2004. Em 2005, Oddo et Cie compra a Cyril Finance Asset Management e o KilbraXE em 2007.
No mesmo ano, o Grupo obtém o status de banco.
Em 2006, o Grupo lança sua nova filial Oddo Metals, para comercialização de metais.
Paralelamente a essas aquisições, a Oddo et Cie fortalece suas atividades por meio de diferentes parcerias com os principais players do setor. Em 2003, o Grupo lança a Génération Vie, joint venture com a Allianz. O Private Banking do La Banque postale é lançado em 2007 em parceria com o La Banque Postale, para expandir a clientela privada do Grupo.
Em 2009, o Grupo lança o Instituto de Pesquisa Oddo em Tunis.

### 2010 - 2017
Em 2010, um contrato comercial é assinado pela Oddo Services e pela Société Générale Securities Services (SGSS) para desenvolver uma oferta conjunta de serviços de valores mobiliários.
Desde 2010, o Grupo fez novas aquisições, como o Banque d'Orsay do WestLB alemão (2010), o Banque Robeco do Robeco Group (2010), Close Brothers Seydler Bank AG (atividades de mercado) do grupo inglês Closer Brothers (2014), Meriten IM (gestão de ativos) de BNY Mellon (2015). Em 2010, sobe para 65% no capital da Patrimoine Consultant, tornando-se o acionista majoritário da sociedade. Finalmente, em 2016, Oddo et Cie adquire o BHF Bank, que se tornou o ODDO BHF no ano seguinte.

## Ramos
A ODDO BHF tem escritórios em diferentes locais na França, Alemanha e no mundo:
- Na França: Paris (banco privado, banco de investimento, gestão de ativos), Lyon (ações Mid Caps, banco privado), Estrasburgo (banco privado), Bordeaux (banco privado) e Marselha (banco privado).
- Na Alemanha: Frankfurt (banco privado, banco de investimento, gestão de ativos), Mainz (banco privado), Berlim (banco privado), Munique (banco privado), Colônia (banco privado), Baden-Baden (banco privado), Hamburgo (banco privado), Nuremberg (banco privado), Düsseldorf (banco privado, gestão de ativos), Hannover (banco privado), Essen (banco privado), Stuttgart (banco privado), Münster (banco privado).
- No mundo todo: Abu Dhabi (banco privado), Dubai (ações da Europa, gerenciamento de ativos), Genebra (gerenciamento de ativos, banco privado), Cidade de Ho Chi Minh (banco privado), Hong Kong (banco de investimentos), Luxemburgo (manutenção de contas, custódia), Milão (gerenciamento de ativos), Madri (gerenciamento de ativos), Estocolmo (gerenciamento de ativos), Tunis (pesquisa), Zurique (banco privado).